# Festival international du film de comédie de l'Alpe d'Huez 2016
Le Festival international du film de comédie de l'Alpe d'Huez 2016, 19e édition du festival organisé par l'Agence Tournée Générale, aura lieu du 13 au 17 janvier 2016.

## Jury
- Kad Merad (président)
- Karin Viard
- Philippe Lacheau
- Alice Pol
- Patrick Bosso

## Coup de Projecteur
- Bérengère Krief
- Amélie Etasse
- William Lebghil
- François Civil

## Sélection

### En compétition

#### Longs métrages
- Adopte un Veuf de François Desagnat  France
- Tout pour être heureux de Cyril Gelblat  France
- La Vache de Mohamed Hamidi  France  Maroc
- Joséphine s'arrondit de Marilou Berry  France
- Pattaya de Franck Gastambide  France
- Encore Heureux de Benoît Graffin  France

#### Courts métrages
- Bonne année Charles de Karim Adda  France
- C'est du Caviar de Sarah Lelouch  France
- Chèvre ou Vache de Lauriane Escaffre et Yvo Muller  France
- Coup de Foudre de Guy Lecluyse  France
- Et Après ? de Marc Ory  France
- Je me Tiens, Tu te Tiens de Eric Guirado  France
- Mi Casa, Su Casa de Sara Verhagen  France
- Profession : Prince Charmant de Julien Gendraud et Julien Metternich  France
- Un Entretien de Julien Patry  France

### Hors compétition
- Bunny : Operation Pussy de Joonas Makkonen  Finlande (séance de minuit)
- Dieu Merci de Lucien Jean-Baptiste  France
- Five de Igor Gotesman  France
- Good Luck Algeria de Farid Bentoumi  France
- Marseille de Kad Merad  France (film de clôture)
- Les Tuche 2 de Olivier Baroux  France (film d'ouverture)

## Palmarès
- Grand Prix Orange Cinéma séries : La Vache de Mohamed Hamidi  France  Maroc
- Prix Spécial du Jury : Adopte un veuf de François Desagnat  France
- Prix du public Studio Ciné Live : La Vache de Mohamed Hamidi  France  Maroc
- Prix Michel Galabru d'interprétation : Fatsah Bouyahmed dans La Vache
- Prix du court-métrage Orange Cinéma séries ex aequo : Coup de Foudre de Guy Lecluyse  France et Un Entretien de Julien Patry  France